# نوووسلیشته
نوووسلیشته (به بلغاری: Novoselishte) یک منطقهٔ مسکونی در بلغارستان است که در شهرستان چرنوچن واقع شده‌است.
 نوووسلیشته ۲٫۵۳۷ کیلومتر مربع مساحت و ۹۸ نفر جمعیت دارد.